# Serie A1 1981 (hockey su prato maschile)

## Classifica
|  | Pos. | Squadra           | Pt | G  | V | N | P | GF | GS | DR |
|  | ---- | ----------------- | -- | -- | - | - | - | -- | -- | -- |
|  | 1.   | Amsicora          | 22 | 14 | 9 | 4 | 1 | 34 | 8  |    |
|  | 2.   | Eur               | 18 | 14 | 6 | 6 | 2 | 19 | 9  |    |
|  | 3.   | Libertas San Saba | 16 | 14 | 5 | 6 | 3 | 16 | 19 |    |
|  | 4.   | CUS Torino        | 15 | 14 | 3 | 6 | 2 | 10 | 7  |    |
|  | 5.   | Gea Bonomi        | 12 | 14 | 4 | 4 | 6 | 16 | 18 |    |
|  | 6.   | CUS Padova        | 11 | 14 | 3 | 5 | 6 | 12 | 27 |    |
|  | 7.   | CUS Bologna       | 10 | 14 | 2 | 6 | 6 | 11 | 18 |    |
|  | 8.   | CUS Cagliari      | 8  | 14 | 2 | 4 | 8 | 10 | 24 |    |

Nessuna retrocessione per allargamento SERIE A1 a 10 squadre

## Verdetti
- Amsicora: campione d'Italia.